# John Stegeman
John Stegeman (Epe, 27 augustus 1976) is een Nederlandse voetbalcoach en voormalige profvoetballer. Sinds juni 2025 is hij hoofdtrainer bij Willem II.

## Spelerscarrière
Hij begon bij SV Epe en speelde vanaf zijn dertiende in de jeugdopleiding van Vitesse. Stegeman maakte in het seizoen 1995-1996 zijn debuut als profvoetballer in het shirt van Vitesse. Hij deed dat op 30 maart 1996 in een competitiewedstrijd tegen Fortuna Sittard (0–0). Daarin viel hij na 60 minuten in voor Dejan Čurović. Vitesse verhuurde Stegeman het seizoen daarna aan Helmond Sport, waarmee hij de halve finale van het toernooi om de KNVB beker bereikte.
Stegeman kwam vervolgens uit voor achtereenvolgens Go Ahead Eagles, Heracles Almelo, AGOVV Apeldoorn en Cambuur Leeuwarden. In het seizoen 2007/08 kwam hij uit voor WHC in de Hoofdklasse. Vanaf het seizoen 2008/2009 speelde hij voor Epe, waarmee hij dat jaar kampioen werd in de 3e klasse. Het seizoen 09/10, Stegemans laatste als speler, eindigde ook in promotie. Op basis van de ranglijst promoveerde Epe naar de 1e klasse.

## Trainersloopbaan
Stegeman werd in 2008 assistent-trainer bij Heracles Almelo. Vanaf 2010 trainde hij samen met René Kolmschot ook het beloftenteam. Op 16 mei 2014 behaalde hij het diploma Coach Betaald Voetbal en werd hij gerechtigd om voetbalclubs op het hoogste niveau te trainen. Nadat Heracles op 31 augustus 2014 hoofdtrainer Jan de Jonge ontsloeg, nam Stegeman samen met Kolmschot diens taken tijdelijk over. Zijn aanstelling als interim-hoofdcoach werd twee weken later verlengd voor de duur van het gehele seizoen 2014–2015. Nadien werd zijn contract twee keer verlengd tot medio 2018. Onder leiding van Stegeman behaalde Heracles voor het eerst in haar bestaan Europees voetbal.
Voor seizoen 2018/2019 maakte Stegeman de verrassende keus voor het trainerschap bij eerstedivisionist Go Ahead Eagles; Marco Heering werd zijn assistent. Stegeman won een Bronzen schild als beste trainer van de eerste periode van de eerste divisie 2018/19. Onder zijn leiding kwam Go Ahead Eagles in de finale van de play-offs voor promotie naar de Eredivisie, waarin het echter met 4-5 verloor van RKC Waalwijk.
Stegeman tekende vervolgens een contract als hoofdcoach bij PEC Zwolle voor de duur van twee jaar en een optie van één jaar.
Op 5 september 2019 raakte Stegeman betrokken bij een eenzijdig verkeersongeval, nadat hij met bijna drie keer de toegestane hoeveelheid alcohol achter het stuur van zijn auto was gekropen.
Na tegenvallende resultaten, met als laatste een 3-2-nederlaag tegen degradatiekandidaat FC Emmen, werd Stegeman op 20 februari 2021 door de clubdirectie ontslagen. Tot dan was de afspraak om pas na afloop van het seizoen afscheid te nemen.
In mei 2022 volgde hij Mark van Bommel naar de Belgische eersteklasser Royal Antwerp FC als assistent-trainer. Na het vertrek van Van Bommel in 2024 bleef Stegeman aan als assistent-trainer onder Jonas De Roeck en Andries Ulderink.
Op 23 juni 2025 werd bekend dat Stegeman de nieuwe hoofdtrainer van Willem II werd. Hij tekende een contract tot de zomer van 2027. 

## Carrièrestatistieken
| Seizoen         | Club               | Land            | Competitie      | Competitie | Competitie | Beker | Beker | Internationaal | Internationaal | Overig | Overig | Totaal | Totaal |
| Seizoen         | Club               | Land            | Competitie      | Wed.       | Dlp.       | Wed.  | Dlp.  | Wed.           | Dlp.           | Wed.   | Dlp.   | Wed.   | Dlp.   |
| --------------- | ------------------ | --------------- | --------------- | ---------- | ---------- | ----- | ----- | -------------- | -------------- | ------ | ------ | ------ | ------ |
| 1995/96         | SBV Vitesse        | Nederland       | Eredivisie      | 7          | 0          | 0     | 0     | –              | –              | 0      | 0      | 7      | 0      |
| 1996/97         | SBV Vitesse        | Nederland       | Eredivisie      | 0          | 0          | 0     | 0     | –              | –              | 0      | 0      | 0      | 0      |
| 1996/97         | → Helmond Sport    | Nederland       | Eerste divisie  | 16         | 7          | 0     | 0     | –              | –              | 0      | 0      | 16     | 7      |
| 1997/98         | Go Ahead Eagles    | Nederland       | Eerste divisie  | 29         | 6          | 0     | 0     | –              | –              | 0      | 0      | 29     | 6      |
| 1998/99         | Go Ahead Eagles    | Nederland       | Eerste divisie  | 24         | 1          | 2     | 0     | –              | –              | 0      | 0      | 26     | 1      |
| 1999/00         | Go Ahead Eagles    | Nederland       | Eerste divisie  | 33         | 12         | 4     | 2     | –              | –              | 0      | 0      | 37     | 14     |
| 2002/03         | Heracles Almelo    | Nederland       | Eerste divisie  | 20         | 6          | 0     | 0     | –              | –              | 0      | 0      | 20     | 6      |
| 2003/04         | Heracles Almelo    | Nederland       | Eerste divisie  | 36         | 7          | 2     | 2     | –              | –              | 0      | 0      | 38     | 9      |
| 2004/05         | AGOVV Apeldoorn    | Nederland       | Eerste divisie  | 34         | 5          | 0     | 0     | –              | –              | 0      | 0      | 34     | 5      |
| 2005/06         | AGOVV Apeldoorn    | Nederland       | Eerste divisie  | 4          | 0          | 0     | 0     | –              | –              | 0      | 0      | 4      | 0      |
| 2005/06         | Cambuur Leeuwarden | Nederland       | Eerste divisie  | 16         | 2          | 0     | 0     | –              | –              | 0      | 0      | 16     | 2      |
| 2006/07         | Cambuur Leeuwarden | Nederland       | Eerste divisie  | 27         | 1          | 0     | 0     | –              | –              | 0      | 0      | 27     | 1      |
| Carrière totaal | Carrière totaal    | Carrière totaal | Carrière totaal | 246        | 47         | 8     | 4     | 0              | 0              | 0      | 0      | 254    | 51     |